# Ateuchus steinbachi
Ateuchus steinbachi là một loài bọ cánh cứng trong họ Bọ hung (Scarabaeidae).